# Princes Town (Ghana)
Princes Town – miasto zlokalizowane 5km na wschód od Fortu St. Antonio na wzgórzach Manfro w dystrykcie Ahanta West Regionu Zachodniego w Ghanie. Leży między miastami Axim i Takoradi. Oryginalna afrykańska nazwa miasta brzmiała Kpokezoe. 1 stycznia 1681 wyprawa składająca się z dwóch statków z Brandenburgii przybyła na Złote Wybrzeże i zaczęli budować silny fort między Axim a Przylądkiem Trzech Punktów. Fort ukończony został w roku 1683 i na cześć księcia Prus Fryderyka Wilhelma I został nazwany Fort Gross-Friedrichsburg, nazywano go w skrócie Fort Friedrichsburg (Princes Town/Miasto Książęce). Fort miał być główną siedzibą Brandenburgii w Afryce.
W roku 1708 handlarz niewolnikami John Kanu (właśc. Canoe) dowiedział się, że Niemcy mieli zamiar sprzedać fort Holendrom. W proteście stoczył walkę, w wyniku której zapobiegł powrotowi floty okrętów na prawie 20 lat. Fort ostatecznie został zdobyły przez Holendrów w roku 1725 i przemianowany na Fort Hollandia.
Ponieważ John Kanu odniósł sukces i utrzymał kontrolę nad fortem, niewolnicy patrzyli na niego jak na bohatera. Festyny Junkanoo (od wymowy John Canoe) takie jak Mardi Gras są obchodzone corocznie w przybrzeżnych okolicach Karoliny Północnej, na Jamajce i Wyspach Bahama.
W roku 1872 Holendrzy odstąpili fort Brytyjczykom, a w roku 1957 Wielka Brytania oddała prowincję jej prawnym właścicielom – mieszkańcom Ghany.
Fort zbudowany jest z kamienia przywiezionego drogą morską  z Prus między rokiem 1681 a 1683 i jest jedynym znanym niemieckim fortem kiedykolwiek zbudowanym w Ghanie. Szacuje się, że około 300 000 Afrykanów zostało wywiezionych z Ghany poprzez ten fort.
Miejsce pochówku szczątków Johna Kanu jest nieznane. Niektórzy mówią, że został sprzedany jako niewolnik po przegranej bitwie o utrzymanie fortu, inni twierdzą, że jego szczątki pochowane są na cmentarzu w Kumasi.

## Miasta partnerskie
- Fredericksburg w stanie Wirginia USA